# 의견
의견(意見) 또는 어피니언(opinion)은 결론이 나지 않은 판단, 관점, 발언이다. 유의어로는 감상(感想), 견지(見地), 소신(所信)이 있다.
다른 사람들이 동일한 사실들에 동의한다고 할지라도 반대의 결론(의견)을 이끌어낼 수 있다. 의견은 새로운 논쟁이 제시되지 않으면 드물게 변화한다. 사실에 의거하는 의견이 뒷받침하는 논쟁을 분석함으로써 얻은 의견 보다 더 잘 뒷받침되는 것으로 추론할 수 있다.
한편, 신문에는 사설, 단평, 컬럼, 기명평론(記名評論), 투고, 캠페인 등의 형식으로, 또 방송 미디어에는 저명인사의 평론·대담, 토론, 시청자 참가, 뉴스 해설 따위의 형태로 의견, 즉 어피니언을 중심으로 한 논평활동이 있다.

## 같이 보기
- 여론 조사
- 인식론
- 생각